# Birgir Andrésson
Birgir Andrésson (* 6. Februar 1955; † 2007) war ein isländischer Künstler.
Birgir studierte von 1973 bis 1977 an der Isländischen Hochschule für Kunst und Handwerk (Icelandic College of Art and Crafts) und von 1978 bis 1979 an der Jan van Eyck Akademie in Maastricht.
Sein Werk wird im weitesten Sinn der Konzeptkunst zugerechnet. Viele seiner Arbeiten basieren auf einer Wechselwirkung von Text und Bild. Der hohe Textbezug seiner Arbeiten wird auf den Einfluss seiner blinden Eltern zurückgeführt.
Bis 2006 waren seine Werke bei ungefähr 50 Einzelausstellungen und als Teil von über 80 Gruppenausstellungen zu sehen.
1995 war er der isländische Repräsentant bei der Biennale in Venedig, 2006 gab es eine Retrospektive seines Werks in der isländischen Nationalgalerie.